# Ronald Pickup
Ronald Alfred Pickup (* 7. Juni 1940 in Chester, Cheshire; † 24. Februar 2021) war ein britischer Schauspieler.

## Leben
Ronald Pickup wurde 1940 im nordwestenglischen Chester nahe der walisischen Grenze geboren. Seine Eltern waren der Lektor Eric Pickup und seine Ehefrau Daisy. Er besuchte die King’s School in seiner Heimatstadt Chester. Die schauspielerische Ausbildung erhielt Pickup an der renommierten Royal Academy of Dramatic Art in London.
Als Theaterschauspieler arbeitete er mit Sir Laurence Olivier am Royal National Theatre zusammen. 1998 wurde er für seine Darbietung in Amy’s View als bester Nebendarsteller für den Laurence Olivier Award nominiert. Ronald Pickup verfügte über ein umfangreiches filmisches Schaffen. 1964 hatte er seinen ersten Auftritt vor der Kamera in der ersten Staffel der Fernsehserie Doctor Who. 1982 verkörperte er Giuseppe Verdi in dem auch im deutschsprachigen Fernsehen ausgestrahlten Mehrteiler Giuseppe Verdi – Eine italienische Legende. Des Weiteren wirkte er in zahlreichen weiteren Fernsehserien und Spielfilmen wie Sag niemals nie, Der Schakal und 2012 in Best Exotic Marigold Hotel mit. Sein Schaffen umfasste mehr als 150 Produktionen.
Ronald Pickup war ab 1964 mit der Schauspielerin Lans Traverse verheiratet. Ihre gemeinsamen Kinder Simon Pickup und Rachel Pickup sind ebenfalls Schauspieler.

## Filmografie (Auswahl)
- 1964: Doctor Who (Fernsehserie, 1 Folge)
- 1973: Der Schakal (The Day of the Jackal)
- 1974: Mahler
- 1977: Die Abenteuer des Joseph Andrews (Joseph Andrews)
- 1978: Die 39 Stufen (The Thirty Nine Steps)
- 1982: Giuseppe Verdi – Eine italienische Legende (The Life of Verdi) (TV-Miniserie)
- 1982: Ivanhoe (Fernsehfilm)
- 1983: Sag niemals nie (Never Say Never Again)
- 1983: Wagner – Das Leben und Werk Richard Wagners (Fernsehserie)
- 1984: Johannes Paul II. – Sein Weg nach Rom (Pope John Paul II.)
- 1984: Albert Einstein: Die Lebensgeschichte eines Genies
- 1985: Eleni
- 1986: Mission (The Mission)
- 1987: Matlock (Fernsehserie, 1 Folge)
- 1987: Das vierte Protokoll (The Fourth Protocol)
- 1988: Der Hund von Baskerville (The Hound of the Baskervilles)
- 1988: Zeugenaussage (Testimony)
- 1988: Die Chroniken von Narnia: Der König von Narnia (The Chronicles of Narnia: The Lion, the Witch & the Wardrobe)
- 1988: Mein Leben mit Anne Frank (The Attic: The Hiding of Anne Frank)
- 1988: Jim Bergerac ermittelt (Bergerac; Fernsehserie, 1 Folge)
- 1989: Die Chroniken von Narnia: Prinz Kaspian & Die Reise auf der Morgenröte (The Chronicles of Narnia: Prince Caspian & The Voyage of the Dawn Treader)
- 1991: Die Abenteuer des Samurai (Kabuto)
- 1991: Inspektor Morse, Mordkommission Oxford (Inspector Morse, Fernsehserie, 1 Folge)
- 1991–1995: Performance (Fernsehserie)
- 1995: Der Blinde
- 1996: Silent Witness (Fernsehserie, 1 Folge)
- 1999: The Bill (Fernsehserie, 1 Folge)
- 2000: Am Anfang (In the Beginning)
- 2002: Waking the Dead – Im Auftrag der Toten (Waking the Dead, Fernsehserie, 2 Folgen)
- 2002: Inspector Lynley (The Inspector Lynley Mysteries, Fernsehserie, 1 Folge)
- 2002–2007: Holby City (Fernsehserie)
- 2003, 2008: Inspector Barnaby (Midsomer Murders; Fernsehserie, 2 Folgen)
- 2005: Supernova – Wenn die Sonne explodiert (Supernova)
- 2008: Dark Floors (Dark Floors – The Lordi Motion Picture)
- 2008: New Tricks – Die Krimispezialisten (New Tricks; Fernsehserie, 1 Folge)
- 2010: Lark Rise to Candleford (Fernsehserie, 1 Folge)
- 2010: Prince of Persia: Der Sand der Zeit (Prince of Persia: The Sands of Time)
- 2011: Lewis – Der Oxford Krimi (Lewis; Fernsehserie, 1 Folge)
- 2012: Best Exotic Marigold Hotel (The Best Exotic Marigold Hotel)
- 2014: Young Dracula (Fernsehserie)
- 2014: Atlantis (Fernsehserie)
- 2014: Call the Midwife – Ruf des Lebens (Call the Midwife; Fernsehserie, 1 Folge)
- 2014: Coronation Street (Fernsehserie, 1 Folge)
- 2015: Best Exotic Marigold Hotel 2 (The Second Best Exotic Marigold Hotel)
- 2015: Downton Abbey (Fernsehserie, 1 Folge)
- 2016: Die Habenichtse
- 2016: The Crown (Fernsehserie, 4 Folgen)
- 2016: Vera – Ein ganz spezieller Fall (Vera; Fernsehserie, 1 Folge)
- 2017: Die dunkelste Stunde (Darkest Hour)
- 2019: Summer of Rockets (Miniserie)